# SD Gundam: G Next - Unit and map collection
SD Gundam: G Next - Unit and map collection est un jeu vidéo de stratégie développé et édité par Bandai en mars 1996 sur Super Nintendo. C'est une adaptation en jeu vidéo de la série basée sur l'anime Mobile Suit Gundam et notamment Super Deformed Gundam. C'est une extension pour le jeu SD Gundam: G Next.